# Ползела
Ползела (словен. Polzela) је градић и управно средиште истоимене општине Ползела, која припада Савињској регији у Републици Словенији.
По попису становништва из 2011. године, насеље Ползела имало је 2.380 становника.